# Xylophanes obscurus
Xylophanes obscurus is een vlinder uit de familie van de pijlstaarten (Sphingidae). De wetenschappelijke naam van de soort werd in 1910 gepubliceerd door Lionel Walter Rothschild & Heinrich Ernst Karl Jordan.